# Sebastian Schindzielorz
Sebastian Schindzielorz (Krapkowice, 21 gennaio 1979) è un ex calciatore tedesco di origine polacca, di ruolo centrocampista.

## Palmarès

### Club
- Campionato tedesco: 1

Wolfsburg: 2008-2009